# The Crime at Blossoms
Pour plus de détails, voir Fiche technique et Distribution.
The Crime at Blossoms est un film britannique réalisé par Maclean Rogers, sorti en 1933.

## Synopsis
Une femme devient obsédée par la mort du précédent occupant de son cottage.

## Fiche technique
- Titre original : The Crime at Blossoms
- Titre alternatif : The Crime at the Blossoms
- Réalisation : Maclean Rogers (en)
- Scénario : Mordaunt Shairp, d'après sa pièce de théâtre
- Production : Henry Edwards
- Société de production : British and Dominions Film Corporation
- Société de distribution : Paramount British Pictures
- Pays de production :  Royaume-Uni
- Langue originale : anglais
- Format : noir et blanc — 35 mm — 1,37:1 —  son Mono
- Genre : Film policier
- Durée : 77 minutes
- Dates de sortie : 
  - Royaume-Uni : mars 1933

## Distribution
- Hugh Wakefield : Chris Merryman
- Joyce Bland : Valerie Merryman
- Eileen Munro : Mme Woodman
- Ivor Barnard : un visiteur tardif
- Frederick Lloyd : George Merryman
- Iris Baker : Lena Denny
- Arthur Stratton : M. Woodman
- Maud Gill : Mme Merryman
- Wally Patch : Palmer
- Barbara Gott : la grosse dame
- Moore Marriott : le chauffeur
- George Ridgwell : l'huissier de justice